# Mentzelia affinis
Mentzelia affinis är en brännreveväxtart som beskrevs av Edward Lee Greene. Mentzelia affinis ingår i släktet Mentzelia och familjen brännreveväxter. Inga underarter finns listade i Catalogue of Life.